# 埼玉県立伊奈学園中学校・伊奈学園総合高等学校
埼玉県立伊奈学園中学校・伊奈学園総合高等学校（さいたまけんりつ いながくえんちゅうがっこう・いながくえんそうごうこうとうがっこう）は、埼玉県北足立郡伊奈町学園4丁目にある県立中高一貫校（一部併設型）。通称・伊奈学（いながく）。

## 概要
伊奈学園総合高等学校は、1984年に創設された、全国で初めての総合選択制の普通高校である。2003年に伊奈学園中学校を開校し、一部中高一貫校となった。
当校の名称に使われている「総合」は総合学科ではなく総合選択制に由来する。また名称に「学園」が使われてはいるが、埼玉県立の公立高校である。
スーパーイングリッシュランゲージハイスクール (SELHi) にも指定されている。
学校の規模が大きく、標準の高校の約3校分の生徒（約2,400人）が在籍している。そのため「ハウス」と呼ばれる6つの校舎と教科棟により構成される。この6つのハウスと教科棟はモールと呼ばれる大きな渡り廊下によって繋がれている。モールには購買部のほか、昼休み時には弁当・パン・飲料の売店も設けられる。
また、校内には「文字情報システム」と呼ばれる液晶モニターがハウスホール・ハウスセンター（職員室）・モールなどに設置されており、常に校内の最新情報、生徒への諸連絡、部活動等の最新の成績などが放送されている。年に数回、放送部による番組も放映される。この文字情報システムは2005年から2006年にかけてシステムが大きく更新され、下段には国内外の最新ニュースもスクロール表示できるようになった。なお、1ハウス付近のモニターでは、付属中学校の生徒向けの独自放送がなされている。
また、伊奈学園ではテレフォンサービスを運営しており、学校の近況をテープの音声で聞くことができる。
さらに、15万5千平方メートルのキャンパスに、サッカー場、ラグビー場、野球場、ハンドボール場、弓道場、ソフトボール場、テニスコートなど、各部活ごとにグラウンドが備えられている。伊奈町の「いなまつり」での花火の打ち上げは伊奈学園のラグビー場から行われる。
2006年には、すべての教室にクーラーが設置された。また、教育面でも日本初の総合選択制の導入や7つの学系の導入など、ユニークなシステムをとっている。学系とは、系統的な学習をするためのコース制である。
学校には国内外から視察団が訪れている。1984年には文部大臣の松永光、1993年には文部大臣の森山眞弓、上皇明仁・上皇后美智子が視察している。

### 総合選択制
当校における総合選択制とは、時間割を生徒自身で決定し組み立てる事ができるシステムの事である。伊奈学園には約190もの講座（科目）があり、生徒ひとり一人が自分にあった時間割を作ることができる。ただし、ごく稀ではあるが講座の人数が不足すると不開講になることもあり、必ずしも自分の作った時間割通りになるという訳でもない。

### 学系
学系とは、系統的な学習をするためのコース制である。
人文系・理数系・語学系（英語・ドイツ語・フランス語・中国語）・芸術系（音楽・美術・工芸・書道）・スポーツ科学系・情報経営系・生活科学系の7つがある。入学選抜試験の出願時に学系を選択する。基本的に学系は途中変更できないが、一部学系間では期間・回数の条件付きで変更できる。伊奈学園中学校からの内進生（内部進学生徒）は原則として人文系・理数系からの選択となる。
- 人文系

国語・地理・歴史・公民などを主に学習する。最も人数の多い学系。
- 理数系

数学・理科を主に学習する。2番目に人数の多い学系。
- 語学系

英語・ドイツ語・フランス語・中国語のいずれか入学時に選択した一つを主に学習する。区別をするためにそれぞれ、「語英」「語独」「語仏」「語中」と呼んだりする。3番目に人数の多い学系。
- スポーツ科学系

保健や体育の実技や理論を学習。陸上や水泳、球技、格技などの種目を専門的に学習する。4番目に人数の多い学系。
- 芸術系

音楽・美術・工芸・書道のいずれか入学時に選択した一つを主に学習する。5番目に人数の多い学系。
- 生活科学系

被服や保育、福祉、調理などを学習する。6番目に人数の多い学系。
- 情報経営系

簿記会計や、コンピュータの応用などを学習する。もっとも人数の少ない学系。

### ハウス制
伊奈学園には、以下の「ハウス」とよばれる6つの校舎があり、生徒は学系等に関係なくいずれかのハウスに所属する。各ハウス3階は各教科棟として利用されている。各ハウスそれぞれに職員室（ハウスセンター）があり、それぞれに教頭（ハウス長）がいる。体育祭や文化祭行事は、ハウスごとに競う。各ハウスにはそれぞれハウスカラーがあり、ハウスカラーの校章・上履きがある。自転車に貼る鑑札もハウスごとに色が異なる。また修学旅行の行き先もハウスごとに異なる。
- 第1ハウス（国語棟）

3階には国語科の教科教室がある。ハウスカラーは赤色。2003年から埼玉県立伊奈学園中学校となり、2004年を最後に高校生は在籍していない。
- 第2ハウス（外国語棟）

3階には外国語科の教科教室がある。ハウスカラーは黄色。付属中学校からの内進生は、全員2ハウスに所属する。
- 第3ハウス（社会棟）

3階には社会科の教科教室がある。ハウスカラーは白色。
- 第4ハウス（数学棟）

3階には数学科の教科教室がある。ハウスカラーは緑色。モールに出てすぐに購買コーナー・進路センター（1階は保健センター）がある。
- 第5ハウス（理科棟）

3階には理科の教科教室がある。ハウスカラーは水色。
- 第6ハウス（理科棟）

3階には理科の教科教室がある。ハウスカラーは紺色（5ハウスと区別するため、たまに紫色などで代用）。
- ※芸術・家庭・商業棟

校内で唯一4階建ての建物である。1階が工芸教科教室・中央図書館・開放棟、2階が美術教科教室・商業教科教室、3階が家庭教科教室・書道教科教室、4階が音楽教科教室という配置になっている。ハウスカラーは茶色。
- ※体育棟

大体育館、第1体育館、第2体育館、第3体育館、剣道場、柔道場、保健体育教科教室、更衣室、シャワー室がある。ハウスカラーは橙色。
- ※管理棟

事務局、校長室、会議室などがある。ハウスカラーは黒色。
通常の高校では自分の所属するクラス（ホームルーム）で授業を受けるが、伊奈学園は一人ひとりによって時間割が違うため、特に選択科目では自分のHRで授業を受けることが出来ず、講座が開かれる教室へ移動して授業を受ける。たとえば化学の授業を受けるには理科棟に移動して授業を受けることになる。

### 部活動
約50の部活・同好会がある。 高校では珍しいラクロス部（女子）などがあるほか、サッカー部などの大きなクラブでは部員が100名以上に達し、二軍、三軍が設置されている。また過去には野球部が1990年春（第62回）に出場した経験もある。
主な成績
- 吹奏楽部
全日本吹奏楽コンクールで金賞13回受賞
全日本マーチングコンテストで金賞を受賞
管楽合奏コンテスト全国大会で最優秀賞を受賞
第15回環太平洋音楽祭に出場、同グランプリを受賞
第27回ウィーン国際青少年音楽祭に招待出場、同ウィーン大賞（グランプリ）受賞
- 音楽部（合唱）
全日本合唱コンクールで金賞を受賞
- 硬式野球部
1990年春（第62回）出場
- 男子バレーボール部
第63回全日本バレーボール高等学校選手権大会出場
全国高等学校バレーボール選抜優勝大会（春高バレー）出場（3回）
- 弓道部
全国高等学校総合体育大会（インターハイ）出場
- 陸上競技部
毎年インターハイ・ジュニアオリンピックに多数出場
2006年度インターハイ女子400m8位入賞、その他走り高跳び2名、走り幅跳び、4×100mリレー、マイルリレー、七種競技などが出場
400mトラック・ウェイトルーム（短距離）及び1kmタータントラック（長距離）完備
2023年度インターハイ八種競技優勝

その他にも水泳部・バスケットボール部・硬式テニス部・サッカー部などが全国高等学校総合体育大会（インターハイ）に出場。
軟式野球部などが関東大会に出場

### 文化祭
通称「いなほ祭」。毎年9月初旬の土曜日と日曜日の二日間開催される。全クラスが参加し、各教室や校舎敷地の一部を利用したさまざまな催し物、模擬店が出される。クラス毎にオリジナルのシャツ（クラスTシャツ）を作り、着用することも広く行われている。また、各ハウス校舎はそれぞれのハウスの独自色を出したモニュメントや飾りつけが施され、一般来校者や校長らの投票によって優劣が競われる。
体育館では応援部の演技や教員、学生らによるライブ、吹奏楽部の演奏会などが行われる。閉祭式ではその年のハウスモニュメントのベスト3、クラスごとの催し物のベスト3、クラスTシャツのNo.1が発表される。閉祭式後に中庭で行われる一般非公開の後夜祭は、任意参加ではあるが、市や企業協賛でないものとしては規模の大きい打ち上げ花火などもあり、多くの生徒が参加する。
一般来場者は毎年約15,000人にも上り、高校の文化祭としては非常に大規模であり、校舎の広さと相まって要所に案内人が配される他、迷子放送が流れることもある。また埼玉新聞やテレビ埼玉などのマスメディアも取材に来ることが多い。2007年にはNHKニュースおはよう日本の中継コーナー（全国放送）でも特集された。同祭の来場者のために埼玉新都市交通伊奈線（ニューシャトル）や同校を発着する路線バスでは、この開催日にあわせて臨時ダイヤが組まれ、大幅な増発が行われる。

### 校風・学校生活
- 比較的自由な校風。[独自研究?]
- 文武両道の流れから、スポーツにも力を入れている。準備体操として「伊奈体操」と呼ばれる独自の体操が行われている。体育は、春はスポーツテスト、夏は水泳、秋から冬にかけては柔道・ラグビー・バレーボール・サッカー・マラソンなどが行われる。なお、ラグビーは県内でもごく一部の高校でしか行われていない。
- 男子の制服は珍しい紺色の詰襟、女子は紺色のブレザー・赤系統のネクタイである。
- 生徒の男女の割合は例年女子の方が多く、近年では1学年で男子より200名以上多くなる年もある。
- 体育祭は例年上尾運動公園で行うが、2007年度は同公園改装のため鴻巣市立陸上競技場で行われた。
- 選択授業が多く、バラバラになることが多いためか、入学から卒業までクラス替えがない。原則として担任の変更もない。ただし、付属中学校にはクラス替えがある。
- かつて県立高校に学区制が採用されていた頃でも、特例として県内全域からの通学が認められていた。さいたま市・上尾市・伊奈町・桶川市などの近隣から通う生徒が多数を占めるが、鴻巣市や川口市・春日部市・深谷市・羽生市などに在住の生徒も多い。遠いところでは川越市・日高市・三郷市・秩父市・上里町・狭山市・加須市・美里町から通う生徒もいる。
- 修学旅行は高校としては遅く、2年次の3月に行われる学年末考査が終了してから。主な行き先は、北海道・東北（盛岡等）・関西（京都・奈良・大阪・神戸・広島）・九州（長崎等）・沖縄でありハウスごとに行き先は毎年決める。取り扱い業者もハウスごとに異なる。

### 図書館
正式名称「伊奈学園中央図書館」。同図書館は蔵書数は約9万7000冊。そのため、建物として独立しているわけではないが、「図書室」ではなく「図書館」と呼ばれている。蔵書の種類も多種多様で、辞典・六法全書などをはじめ、電撃文庫や富士見ファンタジア文庫などまである。語学系の生徒のほか、海外からの留学生やALT(Assistant Language Teacher)などもいるため、ハリー・ポッターの英語版など外国語の書籍も充実している。また、図書館内にも「文字情報システム」のテレビモニターが設置されている。中学校にも図書室がある。

## 沿革
- 1979年7月28日 - 全国都道府県教育長協議会からの高校教育開発にかかる提言を受けて、埼玉県教育局内に「新学校施設研究会」を設け、本校の設置について検討を始める。
- 同年11月19日 - 新交通システム関連地域環境整序計画の一環として、本校設置について埼玉県知事の了承を得る。
- 1980年3月29日 - 埼玉県教育局から「総合選択制高等学校（仮称）基本構想」が発表される。
- 1982年2月25日 - 埼玉県教育委員会から「総合選択制高等学校基本計画」が公表される。
- 1983年12月14日 - 埼玉県議会にて埼玉県立伊奈学園総合高等学校の設置を議決。
- 1984年4月1日 - 埼玉県立伊奈学園総合高等学校開校。
- 1988年7月25日 - 第1回オーストラリア友好相互交流事業実施。
- 1993年4月20日 - 森山真弓文部大臣視察。
- 同年5月13日 - 天皇・皇后視察。
- 同年11月6日 - 創立10周年記念式典挙行。
- 2002年4月1日 - 県立伊奈中学校（仮称）設置準備委員長、副委員長が発令。
- 2003年4月8日 - 埼玉県立伊奈学園中学校開校、第1回入学式挙行。
- 同年11月13日 - 創立20周年記念式典挙行。
- 2013年10月12日 - 創立30周年記念式典を大宮ソニックシティで挙行する。[5]

## 著名な出身者
＊年長順
政治・行政
- 中根一幸（自由民主党衆議院議員）
- 中野晃一（政治学者）

芸術・文化
- 堤智恵子（サックス奏者）
- 剣康之（漫画家）
- 荻野眞弓（漫画家）
- 狗飼恭子（小説家）
- 安島瑶山（尺八演奏家）
- 多久潤一朗（フルート奏者・作曲家）
- 茂木亜希子（絵本作家）
- 山下伶（クロマチックハーモニカ奏者）

スポーツ
- 銭場一浩（投手、社会人野球・東芝硬式野球部コーチ）
- 杉浦大輔（サッカー指導者）
- 伊藤琢矢（サッカー選手）
- 金子朋未（陸上競技選手）
- 石田智子（陸上競技選手）
- 大島翼（サッカー選手）
- 菊地俊介（サッカー選手）
- 太田りゆ（ガールズケイリン選手）

芸能
- 高石明彦（映像プロデューサー）
- 友井雄亮（俳優・歌手）
- 水樹たま（タレント・グラビアアイドル）
- ミムラ（女優）
- TRIBAL CHAIR（ロックバンド）
- 岩井勇気（お笑いコンビ、ハライチ）
- ソンイ（モデル）
- 川田希（女優）
- 黒須あゆ美（女優）
- 佐藤大樹（ダンサー、俳優、EXILE）

## 交通
- 埼玉新都市交通伊奈線（ニューシャトル）、羽貫駅下車徒歩10分。
- 東日本旅客鉄道（JR東日本）高崎線上尾駅東口より、朝日バス「伊奈学園」行きで約24分。
- JR宇都宮線蓮田駅西口より、けんちゃんバス「県民活動センター」行きで約23分。
- JR宇都宮線蓮田駅西口より、朝日バス「伊奈学園」行きで約20分（朝夕のみ運行）。
- JR宇都宮線白岡駅・蓮田駅、JR高崎線北上尾駅・桶川駅より、自転車でそれぞれ約25分。